# 蘇呼米區
蘇呼米區（Сухумский округ）是俄羅斯帝國的一個區，位於今日的阿布哈茲（名义上属于格鲁吉亚，但事实上处在独立状态），受庫塔伊西省管轄。西臨黑海，北界高加索山脈。面積8,621平方公里，1897年人口100,498人，其中俄羅斯人佔2%。首府蘇呼米。
1883年自蘇呼米軍區建立，1919年成立蘇維埃政權。